# امامزاده شاه نظر

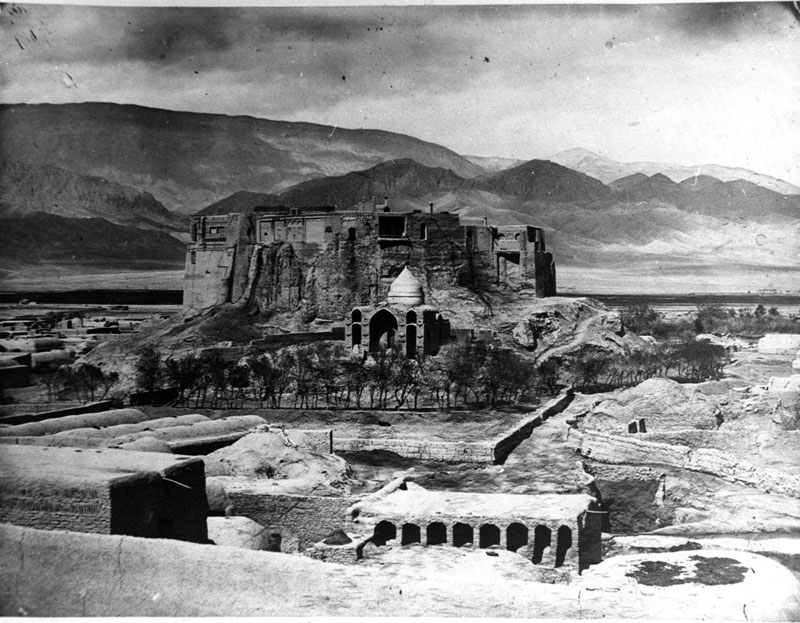
امامزاده شاه نظر

امامزاده شاه نظر مربوط به دوره قاجار است و در آرادان، مرکز شهر، روی قلعه سابق آرادان واقع شده و این اثر در تاریخ ۲۵ اسفند ۱۳۷۹ با شمارهٔ ثبت ۳۵۴۶ به‌عنوان یکی از آثار ملی ایران به ثبت رسیده است.

## اطلاعات فیزیکی
آستان امامزاده سلطان شاه نظر (علیه السلام) در شهر آرادان حدود ۱۵ کیلومتری جنوب شرقی شهر گرمسار روی تپه‌ای واقع شده که از فاصله دور به خوبی نمایان است و برابرشواهد موجود، قدمت تپه به دوران قبل از اسلام می‌رسد. بنای ساختمان حرم تقریباً مستطیل شکل و طاق‌های آن جناقی و گنبدی شکل تقریباً مخروطی است و از نظر معماری در نوع خود کم نظیراست و داخل گنبد از گچبری‌های زیبائی برخوردار است و سبک معماری آن به صورت خشت وگلی بوده و نمای آن آجری و سفال می‌باشد در وسط حرم ضریح چوبی به طول ۲ متر و عرض ۱/۵ متر وجود دارد. مساحت کل بنای بقعه ۳۰۰ متر مربع است و مجموع مساحت عرصه بقعه امامزاده ۵۰۰ متر مربع می‌باشد. قدمت تاریخی آن به دوران قاجاریه می‌رسد. دارای جاده آسفالته و آب لوله‌کشی است. به خصوص در ضلع غربی گنبد و ایوان‌ها ایجاد شده است. به گفته معمرین و معتمدین محل درسال‌های قبل، این امامزاده دارای زائران و مراجعه کنندگان بسیار بود، اما به علت عدم رسیدگی در گذشته و نامطلوب بودن وضعیت ساختمان، بقعه به تدریج از رونق افتاد. این بنا بر اثر وقوع زلزله‌ای آسیب‌های فراوان و خسارات جبران‌ناپذیری دیده و شکاف‌های عمیق در نقاط مختلف ساختمان به خصوص در ضلع غربی گنبد و ایوان‌ها ایجاد شده است.

## زیارت نامه
السَّلامُ عَلَیکَ اَیُّهَا السَّیِّدُ الزَّکِیُّ، اَلطّاهِرُ الوَلِیُّ، وَالدّاعِی الحَفِیُّ؛ اَشهَدُ اَنَّکَ قُلتَ حَقّاً، حَقّاً، وَنَطَقتَ حَقّاً وَصِدقاً، وَدَعوتَ اِلی مَولایَ وَمَولاکَ، عَلانِیَةً وَسِرًّا، فازَ مُتَّبِعُکَ، وَنَجا مُصَدِّقُکَ، وَخابَ وَخَسِرَ مُکَذِّبُکَ، وَالمُتَخَلِّفُ عَنکَ، اَشهَد لی بِهذهِ الشَّهادَةِ، لِاَکونَ مَنَ الفائِزینَ بِمَعرِفَتِکَ وَطاعَتِکَ، وَتَصدیقِکَ وَاتِّباعَکَ، وَالسَّلامُ عَلَیکَ یا سَیِّدی وَابنَ سَیِّدی. اَنتَ بابُ اللهِ المُؤتی مَنهُ، وَالمَأخوذُ عَنهُ، اَتَیتُکَ زائِراً، وَحاجاتی لَکَ مُستَودِعةً، وَها اَنَا ذا اَستَودِعُکَ دینی وَاَمانَتی، وَخَواتیمَ عَمَلی، وَجَوامِعَ اَمَلی اِلی مُنتَهی اَجَلی، وَالسَّلامُ عَلَیکَ وَ رَحمَةُ اللهِ وَبَرَکاتُه.
***
سلام بر تو ای آقای پاک و پاکیزه و سرور من و ای دعوت کننده (به حق) به مهربانی، گواهی دهم که تو حق گفتی و به حق و راستی سخن کردی و (مردم را) آشکارا و نهان بسوی مولای من و مولای خودت دعوت فرمودی رستگار شد پیرو تو و نجات یافت تصدیق کننده ات و نومید و زیانکار شد تکذیب کننده ات و آن کس که با تو مخالفت کرد گواه باش برای من این گواهی را تا من بوسیله معرفت و اطاعت تو و تصدیق و پیروی کردنت از زمره رستگاران باشم و سلام بر تو ای آقای من و ای فرزند آقای من توئی درگاه خدا که از آن درآیند و (معالم دین را) از آن بگیرند آمده‌ام به درگاهت برای زیارت و حاجتهای خود را به تو سپرده‌ام و من اکنون به تو می‌سپارم دینم و امانتم و سرانجام کارهایم و همه آرزوهایم را تا پایان عمرم و بر تو باد سلام و رحمت خدا و برکاتش.